# 隋代建築
隋代建築上承六朝，下啟唐宋，為中国传统建筑趨向成熟的一個過度期。隋代雖短，但因隋煬帝大興土木，大建行宮別宛，建築技術得到快速的進步。因隋一統分裂多時的南北兩朝，南北建築技術交流空前繁盛，為唐代成熟的建築體系鋪路。
隋代遺傳實物很少，僅有磚石結構留下，木構建築煙滅不存。當中比較著名的有趙縣安濟橋及一些磚石塔。其建築形像可見於敦煌壁畫，陶屋等間接資料。隋代多用人字補間，斗拱出跳可達雙抄單下昂三出跳。